# Liste des médaillées aux championnats du monde de gymnastique artistique - Concours général par équipes

## Médaillées
| Édition | Lieu                                      | Or | Argent | Bronze |
| ------- | ----------------------------------------- | --- | --- | --- |
| 1903    | Anvers                                    | Pas d'épreuves féminines                                                                                                | Pas d'épreuves féminines                                                                                    | Pas d'épreuves féminines |
| 1905    | Bordeaux                                  | Pas d'épreuves féminines                                                                                                | Pas d'épreuves féminines                                                                                    | Pas d'épreuves féminines |
| 1907    | Prague                                    | Pas d'épreuves féminines                                                                                                | Pas d'épreuves féminines                                                                                    | Pas d'épreuves féminines |
| 1909    | Luxembourg                                | Pas d'épreuves féminines                                                                                                | Pas d'épreuves féminines                                                                                    | Pas d'épreuves féminines |
| 1911    | Turin                                     | Pas d'épreuves féminines                                                                                                | Pas d'épreuves féminines                                                                                    | Pas d'épreuves féminines |
| 1913    | Paris                                     | Pas d'épreuves féminines                                                                                                | Pas d'épreuves féminines                                                                                    | Pas d'épreuves féminines |
| 1922    | Ljubljana                                 | Pas d'épreuves féminines                                                                                                | Pas d'épreuves féminines                                                                                    | Pas d'épreuves féminines |
| 1926    | Lyon                                      | Pas d'épreuves féminines                                                                                                | Pas d'épreuves féminines                                                                                    | Pas d'épreuves féminines |
| 1930    | Luxembourg                                | Pas d'épreuves féminines                                                                                                | Pas d'épreuves féminines                                                                                    | Pas d'épreuves féminines |
| 1934    | Budapest                                  | Tchécoslovaquie | HUN | Pologne |
| 1938    | Prague                                    | Tchécoslovaquie | Yougoslavie                                                                                                 | Pologne |
| 1942    | N'a pas eu lieu (Seconde Guerre mondiale) | N'a pas eu lieu (Seconde Guerre mondiale)                                                                               | N'a pas eu lieu (Seconde Guerre mondiale)                                                                   | N'a pas eu lieu (Seconde Guerre mondiale)                                                                                       |
| 1950    | Bâle                                      | Suède | France | Italie |
| 1954    | Rome                                      | URS | HUN | Tchécoslovaquie |
| 1958    | Moscou                                    | URS | Tchécoslovaquie                                                                                             | ROU |
| 1962    | Prague                                    | URS | Tchécoslovaquie                                                                                             | Japon |
| 1966    | Dortmund                                  | Tchécoslovaquie | URS | Japon |
| 1970    | Ljubljana                                 | URS | Allemagne de l'Est                                                                                          | Tchécoslovaquie |
| 1974    | Varna                                     | URS | Allemagne de l'Est                                                                                          | HUN |
| 1978    | Strasbourg                                | URS | ROU | Allemagne de l'Est |
| 1979    | Fort Worth                                | ROU | URS | Allemagne de l'Est |
| 1981    | Moscou                                    | Union soviétique | Chine | Allemagne de l'Est |
| 1983    | Budapest                                  | Union soviétique | ROU | Allemagne de l'Est |
| 1985    | Montréal                                  | Union soviétique | ROU | Allemagne de l'Est |
| 1987    | Rotterdam                                 | ROU | Union soviétique                                                                                            | Allemagne de l'Est |
| 1989    | Stuttgart                                 | Union soviétique Svetlana Baitova Svetlana Boginskaya Olesya Dudnik Natalia Laschenova Elena Sazonenkova Olga Strazheva | ROU Cristina Bontaş Aurelia Dobre Lăcrămioara Filip Eugenia Popa Gabriela Potorac Daniela Silivaş           | Chine Chen Cuiting Fan Di Li Yan Ma Ying Wang Wenjing Yang Bo                                                                   |
| 1991    | Indianapolis                              | Union soviétique | États-Unis                                                                                                  | Roumanie |
| 1992    | Paris                                     | Pas de compétition par équipes                                                                                          | Pas de compétition par équipes                                                                              | Pas de compétition par équipes                                                                                                  |
| 1993    | Birmingham                                | Pas de compétition par équipes                                                                                          | Pas de compétition par équipes                                                                              | Pas de compétition par équipes                                                                                                  |
| 1994    | Dortmund                                  | Roumanie | États-Unis                                                                                                  | Russie |
| 1995    | Sabae                                     | Roumanie | Chine | États-Unis |
| 1996    | San Juan                                  | Pas de compétition par équipes                                                                                          | Pas de compétition par équipes                                                                              | Pas de compétition par équipes                                                                                                  |
| 1997    | Lausanne                                  | Roumanie | Russie | Chine |
| 1999    | Tianjin                                   | Roumanie | Russie | Ukraine |
| 2001    | Gand                                      | Roumanie | Russie | États-Unis |
| 2002    | Debrecen                                  | Pas de compétition par équipes                                                                                          | Pas de compétition par équipes                                                                              | Pas de compétition par équipes                                                                                                  |
| 2003    | Anaheim                                   | États-Unis | Roumanie | Australie |
| 2005    | Melbourne                                 | Pas de compétition par équipes                                                                                          | Pas de compétition par équipes                                                                              | Pas de compétition par équipes                                                                                                  |
| 2006    | Aarhus                                    | Chine | États-Unis                                                                                                  | Russie |
| 2007    | Stuttgart                                 | États-Unis Anastasia Liukin Alicia Sacramone Shayla Worley Shawn Johnson Samantha Peszek Ivana Hong                     | Chine Cheng Fei Ning He Jiang Yuyuan Sha Xiao Yang Yilin Shanshan Li                                        | Roumanie Cătălina Ponor Sandra Izbasa Steliana Nistor Cerasela Pătraşcu Daniela Druncea Andreea Grigore                         |
| 2009    | Londres                                   | Pas de compétition par équipes                                                                                          | Pas de compétition par équipes                                                                              | Pas de compétition par équipes                                                                                                  |
| 2010    | Rotterdam                                 | Russie Ksenia Afanasyeva Aliya Mustafina Tatiana Nabieva Ksenia Semenova Ekaterina Kurbatova Anna Dementyeva            | États-Unis Rebecca Bross Mackenzie Caquatto Bridget Sloan Mattie Larson Alexandra Raisman Alicia Sacramone  | Chine Jiang Yuyuan He Kexin Lu Sui Huang Qiushuang Deng Linlin Yang Yilin                                                       |
| 2011    | Tokyo                                     | États-Unis Gabrielle Douglas McKayla Maroney Sabrina Vega Jordyn Wieber Alexandra Raisman Alicia Sacramone              | Russie Ksenia Afanasyeva Yulia Belokobylskaya Tatiana Nabieva Yulia Inshina Victoria Komova Anna Dementyeva | Chine Jiang Yuyuan He Kexin Sui Lu Huang Qiushuang Tan Sixin Yao Jinnan                                                         |
| 2013    | Anvers                                    | Pas de compétition par équipes                                                                                          | Pas de compétition par équipes                                                                              | Pas de compétition par équipes                                                                                                  |
| 2014    | Nanning                                   | États-Unis Kyla Ross Simone Biles Mykayla Skinner Alyssa Baumann Madison Kocian Ashton Locklear Madison Desch           | Chine Yao Jinnan Chen Siyi Shang Chunsong Huang Huidan Bai Yawen Tan Jiaxin Xie Yufen                       | Russie Aliya Mustafina Tatiana Nabieva Ekaterina Kramarenko Alla Sosnitskaya Daria Spiridonova Maria Kharenkova Polina Fedorova |
| 2015    | Glasgow                                   | États-Unis Maggie Nichols Simone Biles Gabby Douglas Aly Raisman Madison Kocian Brenna Dowell                           | Chine Shang Chunsong Wang Yan Tan Jiaxin Fan Yilin Mao Yi Chen Siyi                                         | Grande-Bretagne Ellie Downie Claudia Fragapane Amy Tinkler Becky Downie Ruby Harrold Kelly Simm                                 |
| 2017    | Montréal                                  | Pas de compétition par équipes                                                                                          | Pas de compétition par équipes                                                                              | Pas de compétition par équipes                                                                                                  |
| 2018    | Doha                                      | États-Unis Simone Biles Kara Eaker Morgan Hurd Grace McCallum Riley McCusker                                            | Russie Lilia Akhaimova Irina Alekseyeva Angelina Melnikova Aliya Mustafina Angelina Simakova                | Chine Chen Yile Liu Tingting Liu Jinru Luo Huan Zhang Jin                                                                       |
| 2019    | Stuttgart                                 | États-Unis Simone Biles Kara Eaker Sunisa Lee Grace McCallum Jade Carey                                                 | Russie Anastasiia Agafonova Lilia Akhaimova Angelina Melnikova Aleksandra Shchekoldina Daria Spiridonova    | Italie Desiree Carofiglio Alice D'Amato Asia D'Amato Elisa Iorio Giorgia Villa                                                  |

## Tableau des médailles
mis à jour après les championnats du monde de 2018.
| Rang  | Nation          | Or | Argent | Bronze | Total |
| ----- | --------------- | -- | ------ | ------ | ----- |
| 1     | Russie          | 12 | 9      | 3      | 24    |
| 2     | Roumanie        | 7  | 5      | 3      | 15    |
| 3     | États-Unis      | 7  | 4      | 2      | 13    |
| 4     | Tchécoslovaquie | 3  | 2      | 2      | 7     |
| 5     | Chine           | 1  | 5      | 5      | 11    |
| 6     | Suède           | 1  | -      | -      | 1     |
| 7     | Allemagne       | -  | 2      | 6      | 8     |
| 8     | Hongrie         | -  | 2      | 1      | 3     |
| 9     | France          | -  | 1      | -      | 1     |
| 9     | Yougoslavie     | -  | 1      | -      | 1     |
| 11    | Japon           | -  | -      | 2      | 2     |
| 11    | Pologne         | -  | -      | 2      | 2     |
| 11    | Italie          | -  | -      | 2      | 2     |
| 14    | Australie       | -  | -      | 1      | 1     |
| 14    | Grande-Bretagne | -  | -      | 1      | 1     |
| 14    | Ukraine         | -  | -      | 1      | 1     |
| TOTAL | TOTAL           | 30 | 30     | 30     | 90    |